# Krsto Odak
Krsto Odak   (Siverić, 20 de març de 1888 - Zagreb, 4 de novembre de 1965) va ser un sacerdot i compositor iugoslau.

## Biografia
Odak va ser estudiant dels franciscans i va estudiar teologia a Munic. També va completar la seva formació musical amb el sacerdot-compositor, Hartmann von An der Lan-Hochbrunn. Després del seu retorn el 1913, va esdevenir sacerdot a Sinj. El 1919 va anar a Praga i va estudiar amb Vítězslav Novák. Al concert de graduació va guanyar el primer premi amb una sonata per a violí i piano.
Des del 1922 fins a la seva jubilació el 1961 va ser professor de composició a l'Acadèmia de Música de Zagreb. Va compondre quatre simfonies, dues passacàglies, una suite de corda i altres obres orquestrals, un concert per a piano i un concert per a saxòfon, òperes i música incidental, obres de música de cambra, una cantata, dues misses eslaves antigues, motets, madrigals i cançons.

## Obres escèniques
- Danses de Dòrica, Òpera, 1933
- La fi del món, òpera, 1943
- Mare Margarita, Òpera, 1952/53
- Papallona i la lluna, Ballet, 1958
- La Nit de Nadal de Živko, Schauspielmusik, 1950
- Una història d'any nou, Schauspielmusik, 1950